# Banco rojo

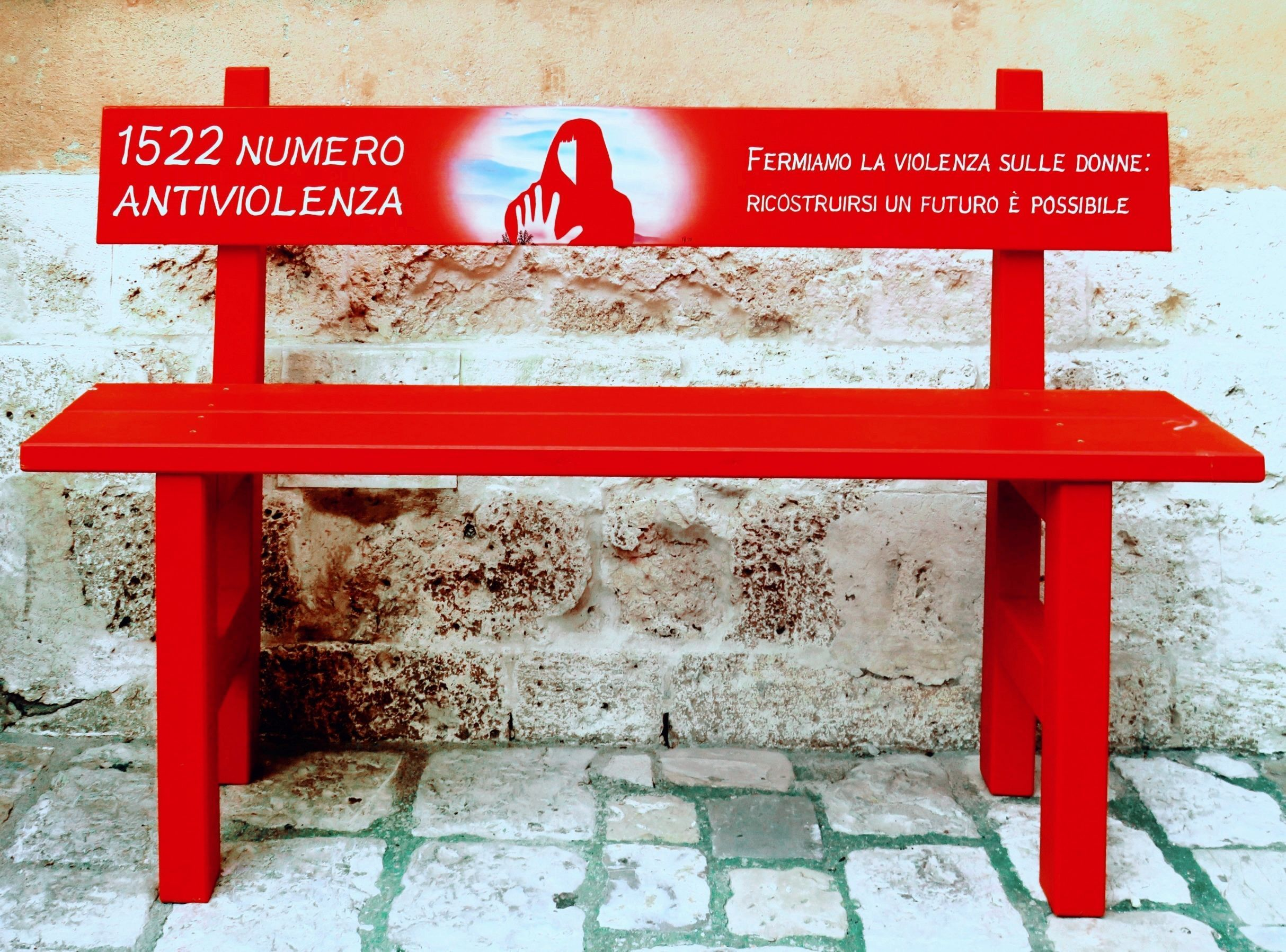
Banco Rojo ubicado en San Quirico d'Orcia (provincia de Siena, Italia).

Banco Rojo (Panchina Rossa en italiano) es un proyecto cultural, social y comunitario que tiene como intención visualizar en espacios públicos y privados la lucha por la concienciación, información, prevención y sensibilización contra la violencia de género y los femicidios.

## Origen y difusión
El proyecto "Bancos rojos contra la violencia contra las mujeres" fue concebido en 2014 por el VI Distrito del Municipio de Turín en colaboración con la asociación Acmos (en italiano: Aggregazione, Coscientizzazione, MOvimentazione Sociale), para conmemorar a las mujeres asesinadas por la "violencia feroz de compañeros, maridos, amigos, familiares, conocidos, a veces desconocidos". 
De esta forma, con motivo del Día Internacional de la Eliminación de la Violencia contra la Mujer, el día 26 de noviembre de 2014 se inauguró el primer banco rojo, situado en el cruce de Via alla Chiesa y Via San Gaetano da Thiene (Turín), seguido de otros diez bancos. En enero de 2016, se instalaron en Turín otros diez bancos rojos, decorados por el grafitero Karim Cherif con dos grandes ojos y una cita de un escritor famoso. Sin embargo, la iniciativa fue rechazada por los concejales de la Liga Norte del mismo VI Distrito. 
A su vez, Matteo Salvini, en una entrevista con el periódico La Stampa definió los bancos rojos como inútiles y en los que "se sentarían los traficantes [de drogas] y los proxenetas", mientras que para ayudar a las mujeres serían necesarias más guarderías y menos inmigrantes. En respuesta a las palabras de Salvini, el Partido Democrático de Turín abrió un debate y Mauro Laus (en aquel momento presidente del Consejo Regional del Piamonte y representante para la igualdad de oportunidades en la Conferencia de Presidentes de los Consejos Regionales) propuso prorrogar el proyecto de bancos rojos en toda Italia.
La idea de los bancos rojos fue retomada en Lomello, una pequeña localidad de la provincia de Pavía, región de Lombardía (Italia), donde se instaló el otro banco rojo el 25 de noviembre de 2016, día Internacional de la Eliminación de la Violencia contra la Mujer. Estuvo impulsado por Tina Magenta, una activista y bibliotecaria preocupada por sensibilizar sobre los femicidios y problemática de la violencia de género. Ella eligió la frase que tendría el banco rojo "In memoria di tutte le donne morte per mano di chi diceva di amarle", traducido como "En memoria de todas las mujeres asesinadas por quienes decían amarlas".
El nombre inicial de esta campaña fue “La Panchina Rossa” o "Panchina rossa anti-violenza sulle donne". Y con el tiempo, esta iniciativa se fue extendiendo por toda Italia y por otros países del mundo como ser Argentina, Ecuador, España, México, Portugal y Uruguay.
Con este proyecto, por medio de la colocación de los bancos rojos en lugares públicos o privados, se busca genera la reflexión mediante una frase alusiva sobre la violencia de género, en especial, en relación con la instancia última de la misma, como es el feminicidio. Además, se busca promover actividades en las que la comunidad se involucre, para ello se fomenta la participación en la elección de la frase, la construcción del propio banco, e incluir en la inauguración actividades que atraigan a los vecinos y ayuden a reflexionar sobre la violencia.
A su vez este proyecto está inspirado en una iniciativa surgida en 2009 en Ciudad Juárez, México por parte de la artista mexicana Elina Chauvet, quien, a partir del duelo que estaba atravesando por el asesinato de su hermana, en 1993 realiza una "escenificación del duelo colectivo con zapatos rojos que representan el color de la sangre y el dolor por la violencia machista y la muerte de miles de mujeres en el mundo".

## Bancos rojos en Argentina

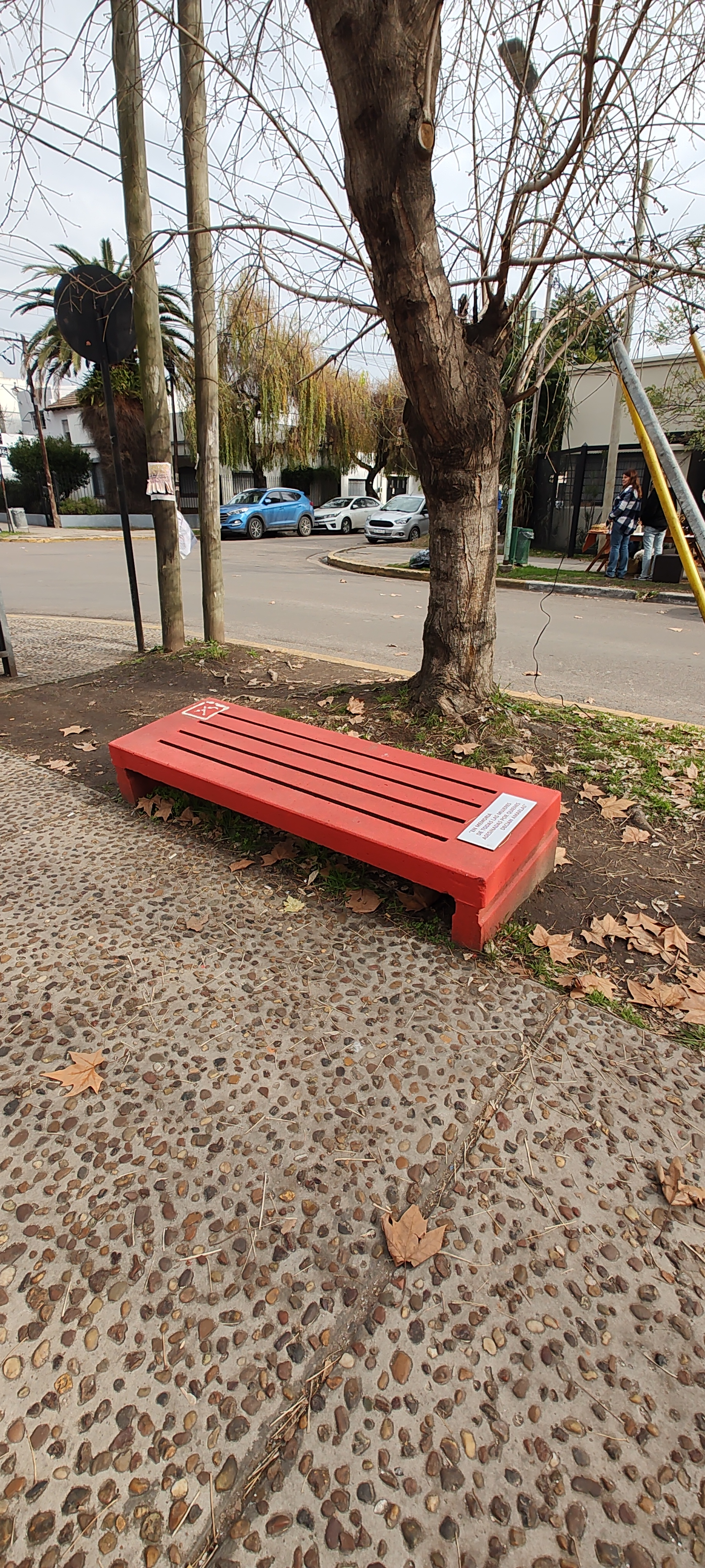
Banco rojo ubicado en calle Cantilo esquina 14C, City Bell, La Plata, Argentina

En la Argentina, la idea de la instalación de este tipo de intervenciones públicas fue traída en el año 2017 por Elisa Mottini, licenciada en Trabajo Social y especialista en violencia familiar de la Universidad de Buenos Aires. Por medio de un Convenio de Cooperación Mutua firmado con Italia, Elisa Mottini se convirtió en la representante legal de la Campaña para la Argentina. Para ello se creó la ONG “Proyecto el Banco Rojo”. 

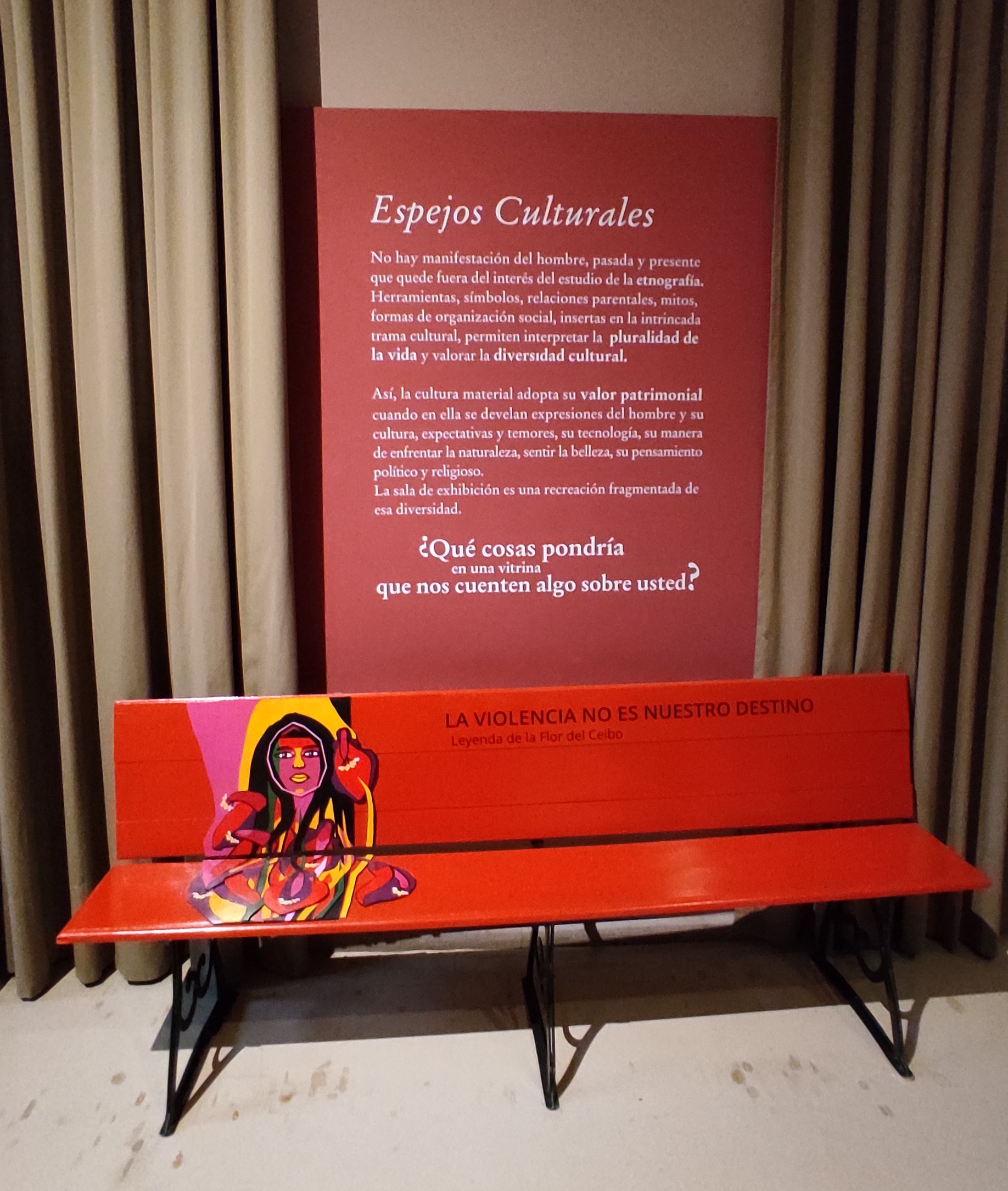
Banco rojo instalado en la sala de Etnografía del Museo de La Plata.

De esta forma, el primer Banco Rojo se inauguró en el país el 22 de noviembre de 2017 en el Hospital T. Álvarez de la Ciudad de Buenos Aires. A partir de allí, se han multiplicado por todo el país en distintos municipios y ciudades, así como diferentes instituciones públicas, privadas y espacios públicos.
En marzo de 2018 se habían instalado aproximadamente 17 bancos rojos en distintos puntos del país. Un año más tarde ya eran unos 300, lo que demuestra el fuerte aumento que registró en dicho año. Para fines del mismo año ya había casi 400 bancos rojos. La mayoría de ellos cuentan con la leyenda “En memoria de todas las mujeres asesinadas por quienes decían amarlas”.

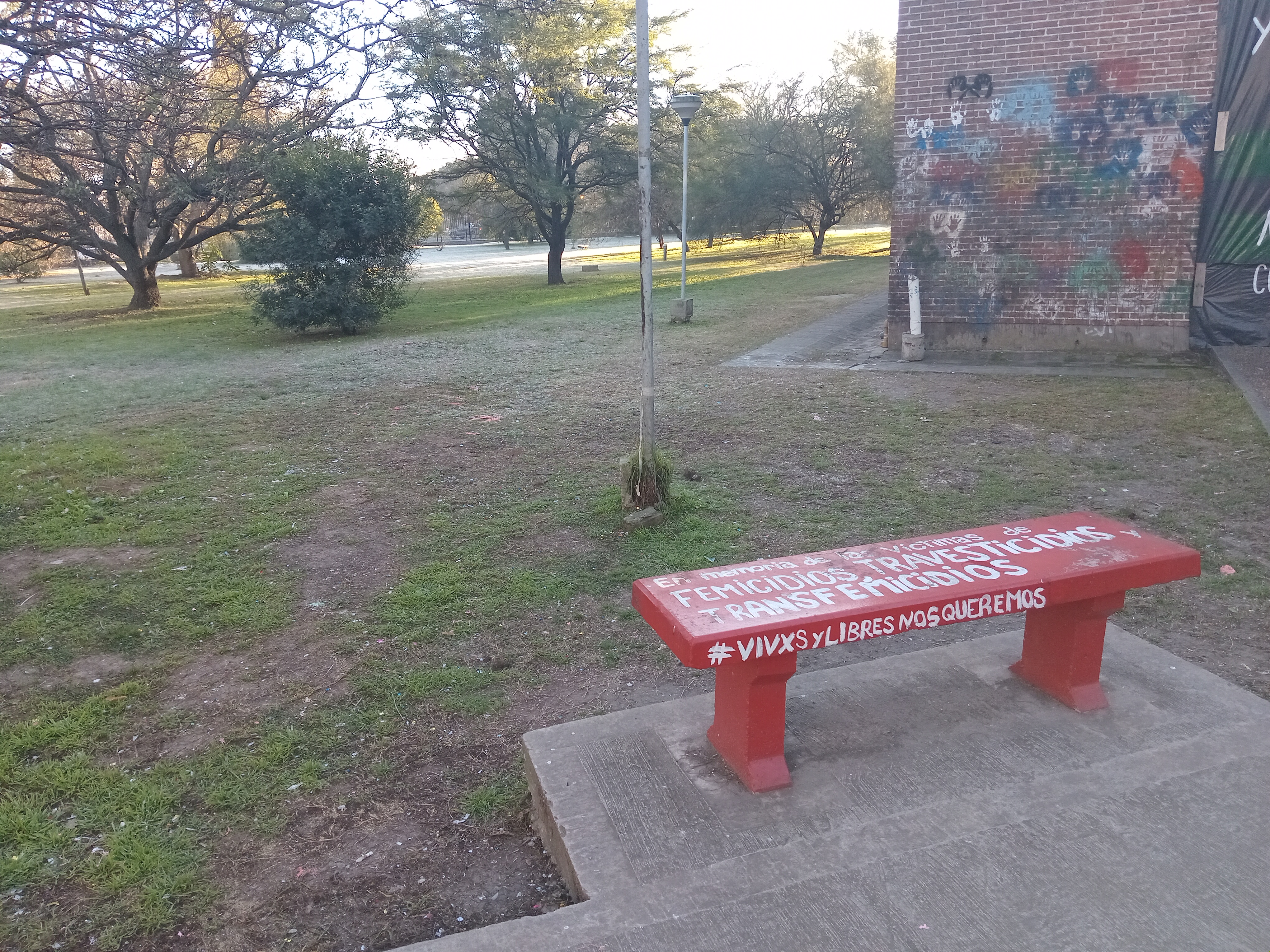
Banco rojo instalado en la Facultad de Ciencias Naturales y Museo de la Universidad Nacional de La Plata

Dentro de la gran cantidad de bancos rojos que existen en Argentina podemos mencionar aquellos ubicados en el Hospital Privado de la Comunidad de la ciudad de Mar del Plata; en la plaza de acceso al Edificio Libertador; en el Rectorado de la Universidad Nacional de La Plata, en el Colegio Nacional de la Universidad Nacional de La Plata; en la Facultad de Ciencias Naturales y Museo de la misma universidad; en el Museo de La Plata; en City Bell; Villa Elisa; Villa Elvira; en la Escuela Técnica n.º 14 de Loreto, Santiago del Estero; en el estadio Monumental del club River Plate; en la Facultad de Ciencias Económicas y Jurídicas de la Universidad Nacional de La Pampa; la Universidad Nacional Arturo Jauretche; en diferentes facultades de la Universidad Nacional de Córdoba y la UTN Regional Córdoba; en el Paseo Costero de Comodoro Rivadavia en Chubut. En la provincia de Mendoza el proyecto Banco Rojo tiene fuerza de ley; hay más de 11 bancos rojos en esta provincia: algunos de ellos se encuentran en la ciudad de Mendoza (por ejemplo, en Patricias Mendocinas y Sarmiento, frente a la Legislatura provincial, UTN FRM, el Centro de Salud n.º 2, en la Plaza Matons, en calle Belgrano 1358) y en otros departamentos de la provincia, como Malargüe, Godoy Cruz, Lavalle. y General Alvear.

## Bancos rojos en Ecuador
En el Ecuador se instalaron los dos primeros Bancos rojos en el 2019, uno en la Universidad Laica Eloy Alfaro de Manabí (ULEAM), en conjunto con el Colectivo Tejedora Manabita, y otro en la Universidad San Gregorio de Portoviejo (USGP).
En el 2024 en la Plaza Juan Montalvo de la Asamblea Nacional República  del Ecuador se instaló otro banco rojo con la leyenda: "En memoria de las víctimas de femicidio en Ecuador.

## Bancos rojos en España
En 2019 La Confederación Estatal de Personas Sordas (CNSE) colocó un Banco rojo en Madrid.
También en 2019, se instaló el primer Banco rojo en la Universidad de Sevilla, España en la Facultad de Psicología, sumándose en el correr de los años en otros ocho espacios de la Universidad.
A continuación el detalle de la Facultad y el sitio donde se colocaron en cada una de las facultades: Centro Internacional (Patio de la cafetería del Centro Internacional); Escuela Superior de Ingeniería Informática (Entrada principal de la escuela); Facultad de Bellas Artes (Patio Principal de la facultad); Facultad de Ciencias de la Educación (Patio de la facultad); Facultad de Enfermería, Fisioterapia y Podología (Patio de la entrada de la facultad); Facultad de Odontología (Actual puerta de entrada a la facultad); Facultad de Psicología (Patio interior de la facultad); Pabellón de Uruguay (Exterior, puerta de entrada del pabellón) y en el Servicio de Actividades Deportivas de la Universidad de Sevilla (SADUS) (Patio de los Naranjos del SADUS).
En el 2020 la Universidad de Barcelona fue la primera institución de la Comunidad de Cataluña en instalar un Banco de esta campaña en la Provincia de Barcelona, y lo hizo en el patio Montserrat Roig del Edificio Histórico de la Universidad de Barcelona.
En enero del 2022, en Madrid, se realizó la colocación de un nuevo banco rojo en la Facultad de Trabajo Social, perteneciente a la Universidad Complutense de Madrid.
En mayo del 2022 el grupo municipal de ERC de Barberà del Vallès propuso la adhesión del Ayuntamiento a la campaña colocando otro Banco Rojo en la ciudad con la clásica inscripción de la campaña, instalándose en marzo del 2023. en la Plaza de la Vila, frente a la Fuente de la Mujer, en el Ayuntamiento de Barberà del Vallès.

## Bancos rojos en México
En 2019 se instalaron los tres primeros Bancos rojos en México con el aval de la Lic. Elisa Mottini, representante legal de la Campaña internacional Bancos rojos, que a su vez designó a la psicóloga feminista y defensora de los derechos humanos Wendy Figueroa Morales como adherente a la campaña en México. 

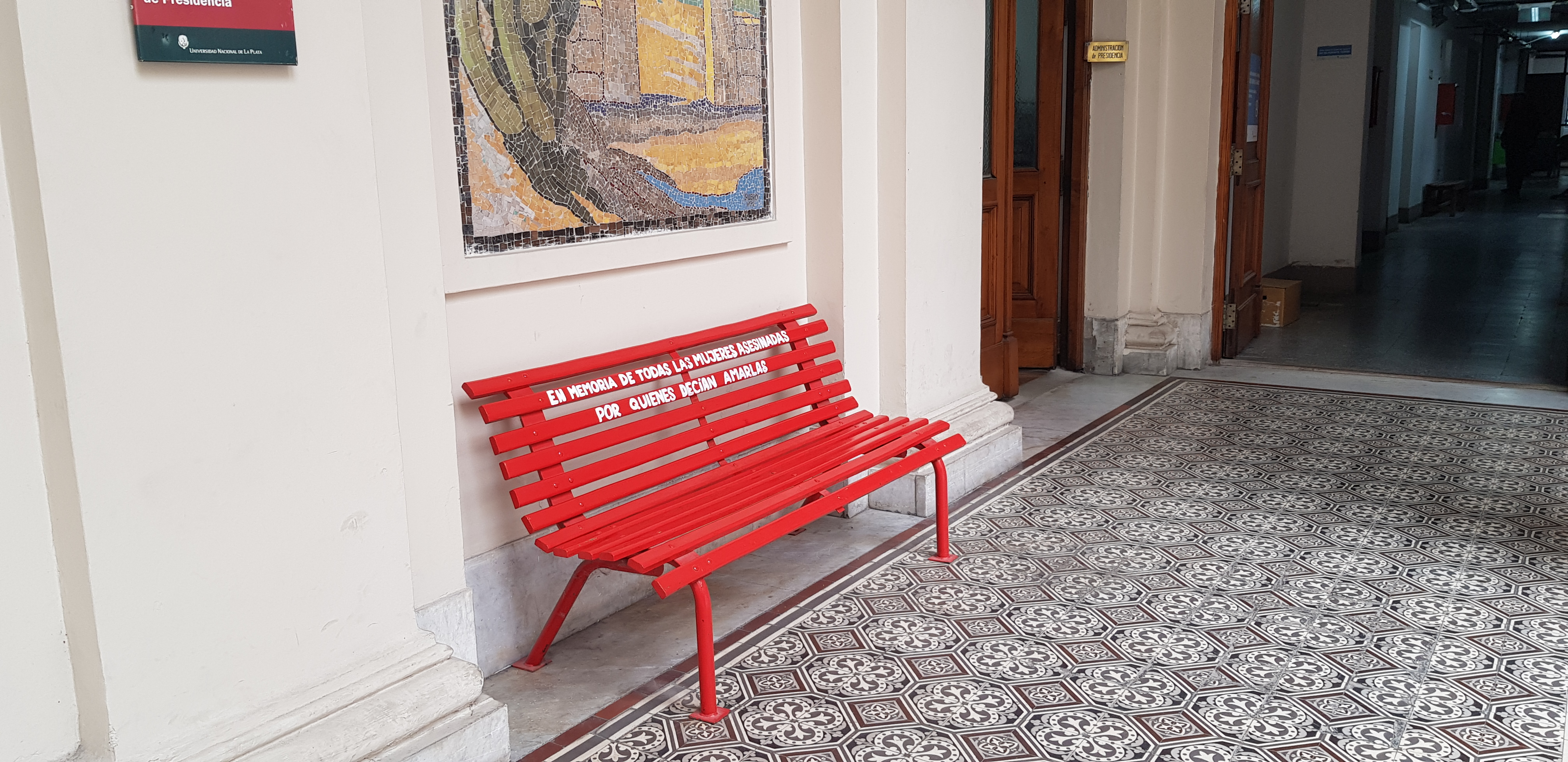
Banco Rojo ubicado en el patio central del Rectorado de la UNLP, La Plata, Argentina

Fueron colocados en la alcaldía de Tlalpan, en la Ciudad de México y dos más en el estado de Morelos, los tres con la participación de las siguientes Organizaciones de la Sociedad Civil: Espacio Mujeres para una Vida Digna Libre de Violencia, A.C., Con Decisión Mujeres por Morelos, A.C. y Creativería Social, A.C.
En este caso los bancos llevan pintadas frases como: "En memoria de todas las mujeres víctimas de feminicidio" y "¡Ni una menos!".

## Bancos rojos en Uruguay

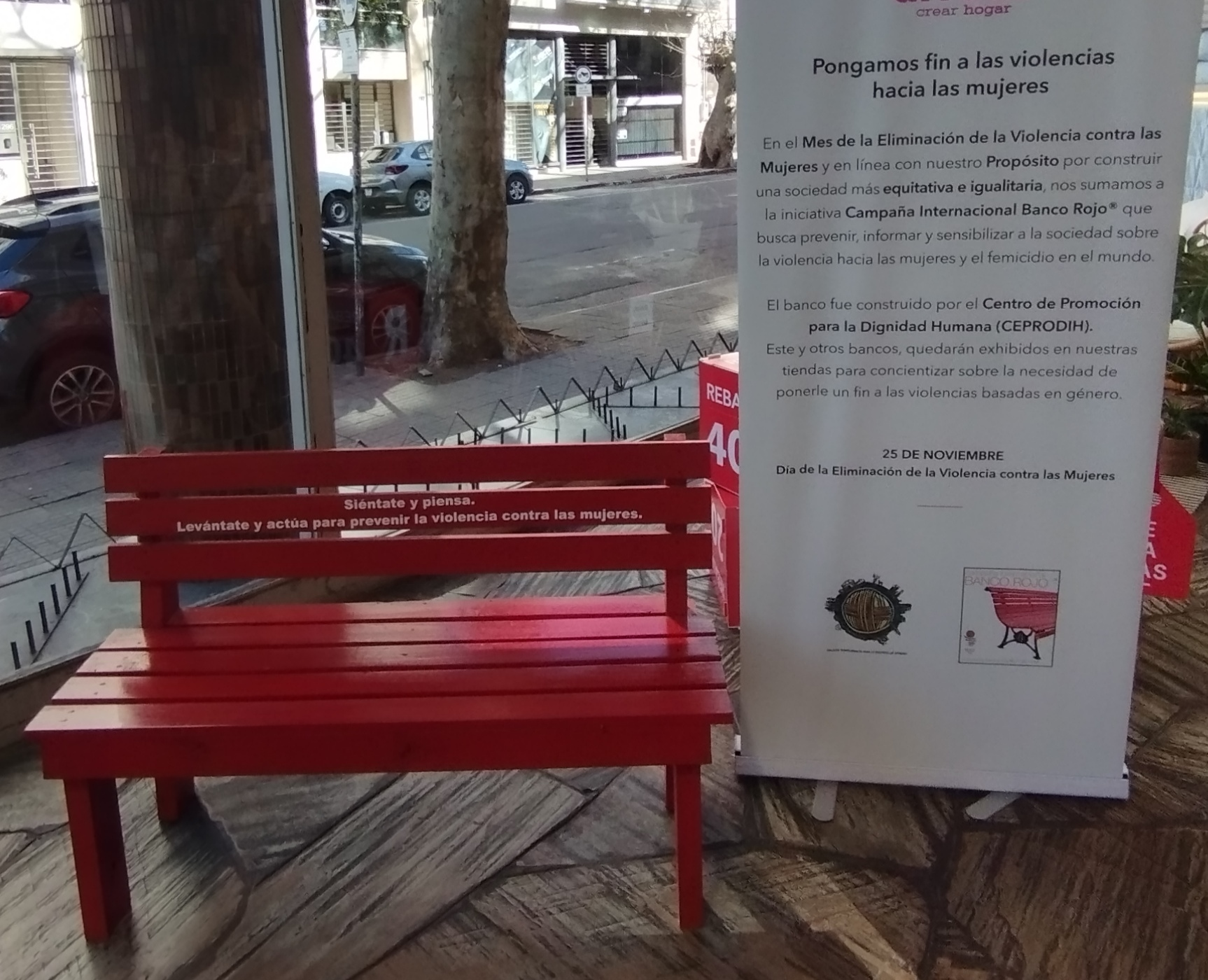
Banco Rojo que forma parte de la campaña “Panchina Rossa” surgida en Italia, siendo el mismo un símbolo para visibilizar la violencia contra las mujeres y los femicidios. Este está ubicado en la calle Aquiles Lanza 1251 en el Barrio Centro de la ciudad de Montevideo, Uruguay.

En el Uruguay se instalaron los dos primeros bancos rojos en el 2020, por iniciativa de una empresa familiar argentina de venta de artículos para el hogar, la cual también tiene sucursales en Uruguay.
Llevando instalados un total de cinco bancos, los dos primeros están uno en la calle José Ellauri 335 en el barrio Punta Carretas de Montevideo y otro en la calle 24 y 28 de Punta del Este de Maldonado. Y posteriormente tres bancos más en Montevideo ubicados en las sucursales de la calle Sarandí 999 en el barrio Ciudad Vieja; en la calle Aquiles Lanza 1261 en el barrio Centro y en Br. Artigas 1825 en el  Shopping del barrio de Tres Cruces.
Para la elaboración de los bancos en Uruguay, la empresa convocó a CEPRODIH (Centro de Promoción por la Dignidad Humana) con la finalidad de generar un círculo virtuoso con organizaciones sociales, “creando así una cadena de valor más solidaria y sustentable” a estos bancos se les agregó la frase clásica de la campaña: "En memoria de todas las mujeres asesinadas por quienes decían amarlas".
En el año 2024 en la localidad de Punta Colorada en el Departamento de Maldonado, a instancias de la Comisión pro Fomento de Punta Colorada (CFPC), se instaló otro banco rojo para recordar a una vecina de la zona víctima de feminicidio.

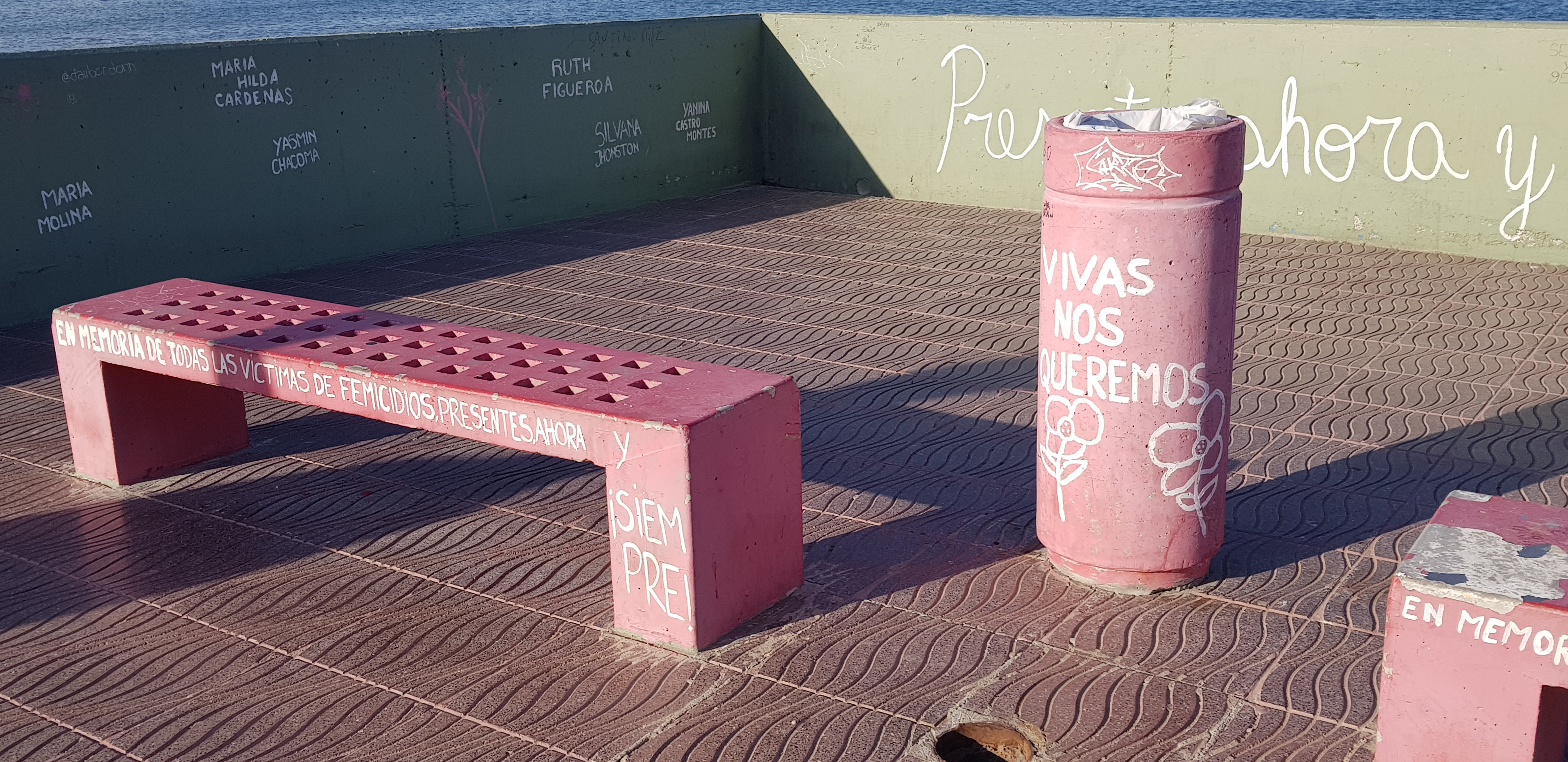
Banco Rojo en el Paseo Costero, Comodoro Rivadavia, Chubut, Argentina

Decidieron instalarlo en la rambla del balneario, entre las calles La Blanca y El embarcadero. “Buscamos el lugar más tranquilo de la rambla para que sea un punto de reflexión, de paz y contemplación, y que todas las personas que pasan por allí sepan de qué se trata”. y en este caso la leyenda del banco en letras blancas es: “En memoria de Karina y de todas las víctimas de feminicidio. #NiUnaMenos CFPC”

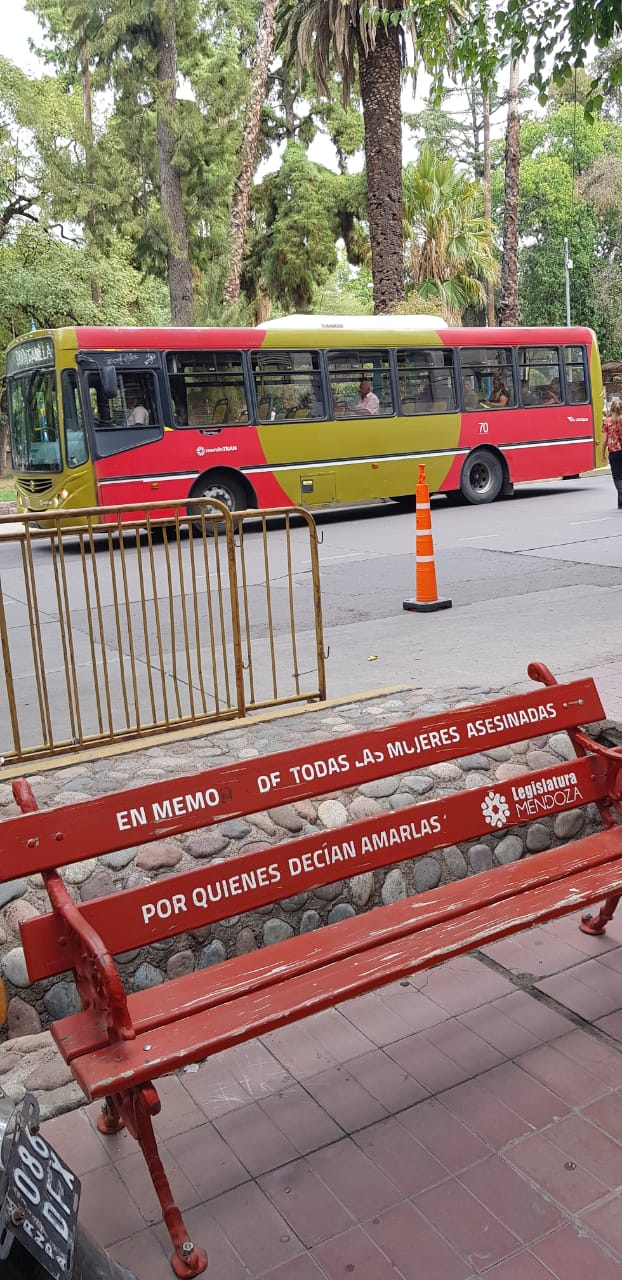
Banco Rojo ubicado en la intersección de las calles Patricias Mendocinas y Sarmiento,ciudad de Mendoza, Argentina, frente a la Legislatura Provincial.

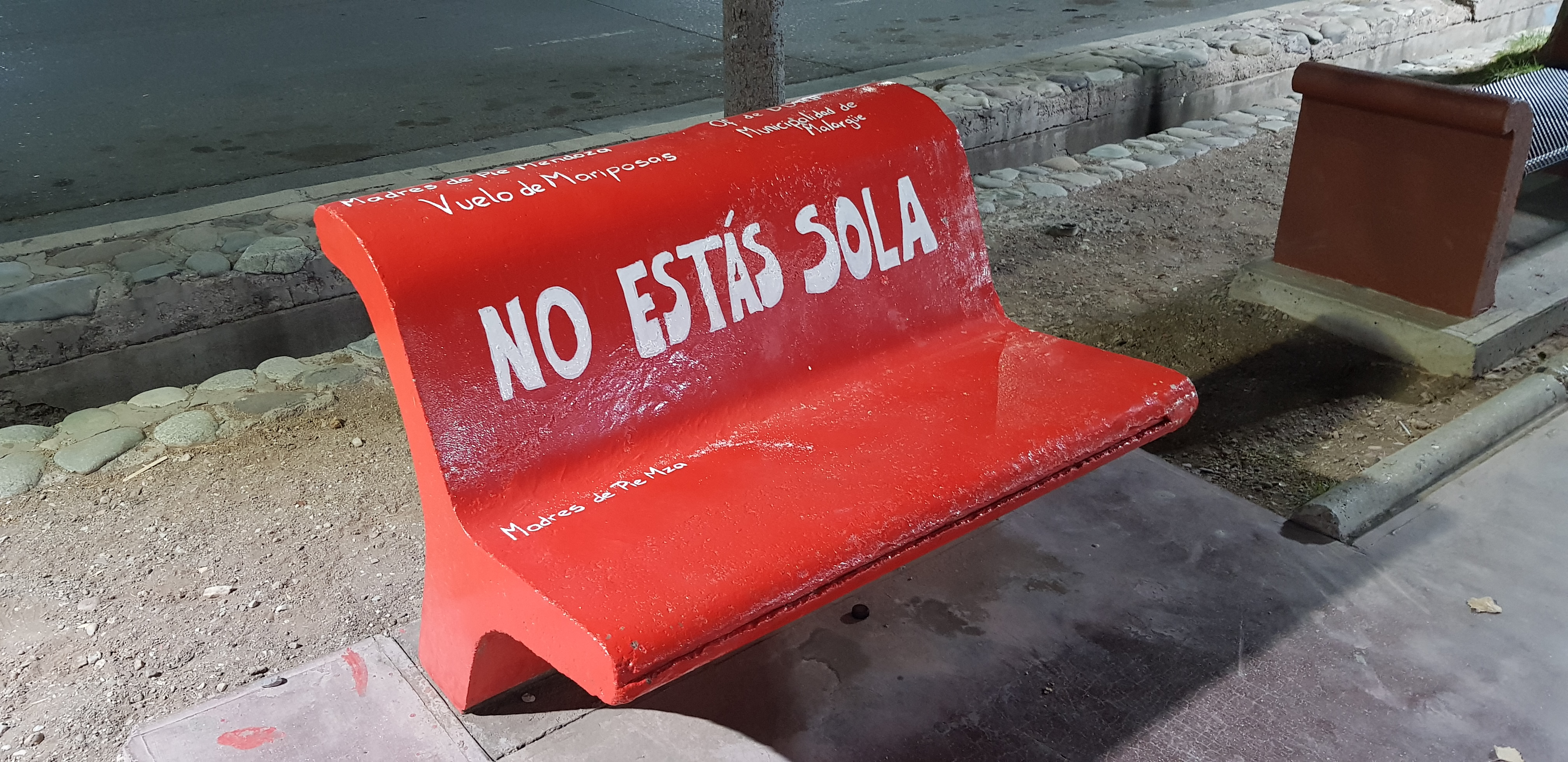
Banco rojo en Plaza San Martín, Malargüe, Mendoza, Argentina. Mayo de 2025